# Batalla de Olompali
La Batalla de Olompali fue un enfrentamiento ocurrido el 24 de junio de 1846 en Novato, actual (condado de Marin), entre el ejército mexicano y las tropas invasoras del ejército estadounidense. Se produjo cuando los estadounidenses intentaban apoderarse de los caballos de un corral, durante la Intervención Estadounidense en México.
Los colonos californianos de origen estadounidense habían declarado la independencia de California del territorio mexicano. Tropas estadounidenses se unieron a estos colonos, con la idea anexar California al territorio estadounidense 